# ТОЛ
ТОЛ — український альтернативний гурт, створений 22 травня 2003 року у Києві. Усі музиканти родом з різних міст України: Prozorow (Василь Переверзєв) та KNOB (Сергій Любінський) з Кривого Рогу, Dakila (Євген Петрусенко) із Павлограду, Джимбо (Дмитро Дзюба) і Разборчивый (Юрій Іщенко) з Токмаку Запорізької області, Digitol (Олександр Козярук) з Кропивницького.
Назва гурту ТОЛ походить від скороченої назви вибухівки тринітротолуол. Пісні виконуються українською та російською мовами, у деяких з них присутня ненормативна лексика. Музиканти свій стиль визначають як «sad aggressive». Авторство текстів пісень належить вокалісту гурту Василю «Prozorow» Переверзєву.

## Історія

### Виникнення гурту
22 травня 2003 року у Києві молоді музиканти «Прозоров», KNOB, «Дакіла», «Джимбо», Розбірливий і Digitol створюють гурт ТОЛ. Практично всі вони до цього моменту грали в різних гуртах і на різноманітних музичних інструментах.
Перші демозаписи гурту були записані та зведені KNOB'ом на домашній студії. Їх якість, незважаючи на умови запису, була досить високою, але молоді музиканти розуміли, яким повинен бути саунд дебютника і чекали студійної роботи. Тоді ж кілька треків були поширені в Інтернеті на сайтах неформатної музики та на особистій сторінці KNOB'a. Тисячі користувачів ознайомилися з творчістю групи та реагували на неї по-різному. З'явилися прихильники та критики, які називали гурт «українським Korn», «клонами» та інше. Кожним своїм кроком ТОЛівці намагалися доводити, що цю схожість з гуртом Korn їм приписують лише на підставі подібного стилю музики обох гуртів. За останній час їхньої творчості ці порівняння припинились. Інтернет відіграє велику роль у просуванні гурту, а теми й новини від ТОЛу стають популярними на багатьох музичних сайтах.

### Перший відеокліп
Вже будучи популярними в колах любителів неформатної музики, ТОЛ вирішують відзняти відеокліп. Хлопці для цього обрали першу свою пісню — «Самознищення».
Допомогу при записі й зйомках кліпу гурту надав Влад Ляшенко, який в майбутньому стане продюсером ТОЛу.
Монтаж знятого власними силами відео зробив один із провідних кліпмейкерів України — Віктор Придувалов.
Кліп був знятий у липні 2004 року.
Єдиним музичним телеканалом, що транслював «Самознищення», до 2012 року був телеканал Enter Music (пізніше його також транслював A-ONE).
Кліп став популярним серед глядачів телеканалу, а також посів четверте місце в підсумковому чарті Enter Music.

### Перший альбом і фінал GBOB
2004 рік був ознаменований для гурту неймовірним успіхом, і учасники ТОЛ вирішили створити повноцінний альбом. Перші два треки («Хто Я» і «Капітулюй») були записані на студії «Adioz». На пісню «Хто Я» Віктор Придувалов відзняв відеокліп. На початку 2005 року гурт змінює студію на «White Studio», де записують другу частину матеріалу. Робота над альбомом тривала 8 місяців.
Спочатку було заплановано назвати альбом «Кара0к», проте назву різко було замінено на «Синдром Бажання». Інтернет-пірати почали поширення диска під назвою «Кара0к» ще задовго до офіційного виходу альбому, при чому він містив недопрацьовані записи та демо-записи раннього періоду гурту. Реліз альбому був призначений на 7 грудня.
Проте вихід дебютного альбому гурту було відкладено. Це пов'язано з тим, що ТОЛ бере участь у першому українському фіналі всесвітнього конкурсу «The Global Battle Of the Bands» у 2004 році. Журі, для якого виступ команди було прем'єрою, високо його оцінює і виводить ТОЛ за сумою балів на 4 призове місце, що дає право на участь ТОЛу у фіналі 2005 року, який проходив у Лондоні.
«Синдром Бажання» вийшов у світ після повернення гурту з Англії, при чому перший тираж альбому був розпроданий в перший же день.
Згодом «Синдром Бажання» виходив ще 5 разів і є одним з найпопулярніших альбомів в історії української альтернативної музики.

### 2006
У травні 2006 року гурт на тій же студії «White Studio» починає запис нового альбому, в основу якого входять пісні російською мовою, відомі шанувальникам за концертами записами й демозаписами, і які вже стали хітами.
21 травня 2006 року в одному зі столичних концертних залів ТОЛ дали свій перший сольний концерт. Концерт відбувся на високому технічному й творчому рівні. Запис аудіо проводилася «White Studio», зйомкою відео керував Віктор Придувалов. На осінь 2007 року був запланований перший український концертний DVD гурту.
У грудні 2006 року ТОЛ разом з молодим режисером Євгеном Керпатенко знімають перший відеокліп на пісню з нового альбому — «Осінь». Прем'єра відбулась в останній день року на телеканалі «Ентер-Музика».
17 грудня 2006 року в київському концертному залі «Альта-Експо» пройшов спільний концерт гуртів ТОЛ і Amatory (місто Санкт-Петербург), який зібрав близько 2500 глядачів. Гурти своїм драйвом створили таку атмосферу, що навіть підлога не витримала слему і провалилася. Відтоді керівництво «Альта-Експо» вирішило більше не проводити у цьому чудовому залі «ніяких рок-концертів». Концерт супроводжувався якісним звуком і оформленням світла і став знаковим в історії всієї альтернативної музики України.

### 2007
Шанувальники очікували на реліз нового альбому. Проте його вихід дещо затримувався, оскільки музиканти прагли надати пісням ідеального звучання. KNOB'у у підготовці альбому допоміг Dakila, який взяв на себе зведення акустичної версії композиції «Осінь». У березні 2007 року робота над диском була завершена. Але потім виникла затримка з обкладинкою, адже музиканти хотіли якнайкраще відобразити настрій альбому. І все ж 25 квітня 2007 світ побачив новий диск гурту — «Утопія».
У результаті вийшла «вибухонебезпечна» суміш альтернативного «ню-металу» та чуттєвої, іноді нецензурної лірики Прозорова. Його лірика російською мовою — це те, що особливо відрізняє цей реліз від дебютника. Вона звучить м'якше і менш агресивно, але насичена тією ж депресією і злістю на недосконалий світ і бездушне суспільство. У новий альбом ТОЛу ввійшли російськомовні пісні, які вже кілька років були концертними хітами гурту, нестандартні ремікси, а також одна акустична кавер-композиція на пісню «Осінь».
Цей альбом поряд з дебютним альбомом групи «Snuff» «Дефініція свободи» є першими релізами нового незалежного лейбла «Іншамузика», котрий заснували Влад Ляшенко та Віктор Придувалов. Ексклюзивний дистриб'ютор альбому в Україні — компанія «Moon records».
Група ТОЛ завжди бажаний учасник багатьох фестивалів в Україні. У березні 2007 хлопці були хедлайнерами фесту «Іншамузика» (м. Київ), в квітні — «Руйнація» (м. Львів). Крім того, команда брала участь у великому фестивалі в столичному Палаці Спорту "Extreme Power festival разом з Hatebreed (США), Gamma Ray (Німеччина), Sinister (Нідерланди) та Fleshgore (Україна). 2 червня ТОЛ бере участь у міжнародному фестивалі «Чайка» (м. Київ, ВДНГ).

### 2009
Рік мовчання для гурту не пройшов дарма. За цей час музиканти змогли закінчити роботу над концертним DVD і записати свої останні музичні твори, які й ввійшли в новий альбом з назвою «Клей. МО». Матеріал був записаний на Black Light Studio взимку 2009 року, за винятком треку «Феншуй» (студія «Лемма», 2008). Саундпродюсером цього альбому, як і попередніх, став Сергій KNOB Любинський. Концептуальний дизайн обкладинки та всього диску втілив Vidar Extreme Art.
У квітні 2010 року гурт «за станом здоров'я» залишає ді-джей Олександр Козярук, тому це місце в ТОЛу залишається досі вакантним.

### Розпад
27 березня 2013 року в офіційному пабліку ВКонтакті та Facebook гурт заявив про припинення свого існування.
|  | На превеликий жаль, на сьогоднішній день гурт ТОЛ припиняє своє існування. Чи повернемося ми коли-небудь в цьому складі на сцену невідомо. Прозоров за станом здоров'я ухвалив рішення призупинити музичну діяльність. А без нього, як ви розумієте, ТОЛ не зможе бути. |

## Склад
- Василь «Prozorow» Переверзєв — вокал
- Сергій «KNOB» Любінський — гітара
- Дмитро «Djimbo» Дзюба — бас-гітара
- Олександр «Digitol» Козярук — вініли й семпли
- Євген «Dakila» Петрусенко — гітара
- Юрій «Разборчивый» Іщенко — ударні

## Дискографія
Демо
- 2004 — Cut Edition[3]

Студійні альбоми
- 2005 — Синдром бажання
- 2007 — Утопия

Мініальбоми
- 2009 — Клей. МО

Сингли*
- 2011 — «РадиON»
- 2011 — «Флаг»
- 2012 — «ВОР»

## Відеографія
| Рік  | Назва          |
| ---- | -------------- |
| 2004 | «Самознищення» |
| 2005 | «Хто Я»        |
| 2005 | «ІІІ-КІ»       |
| 2006 | «Осень»        |
| 2008 | «Утопия»       |
| 2009 | «Клей. Мо»     |
| 2012 | «Флаг»         |

## Виноски
1. ↑  Екстремальна музика від ТОЛ. www.bbc.com (укр.). BBCUkrainian.com. Процитовано 21 липня 2023.
2. ↑  Архівована копія. Архів оригіналу за 12 липня 2010. Процитовано 23 червня 2010.{{cite web}}:  Обслуговування CS1: Сторінки з текстом «archived copy» як значення параметру title (посилання)
3. ↑  https://music.kiev.ua/ua/p1066146884-tol-cdmp3.html